# Care Bears & Cousins
Care Bears & Cousins (Ursinhos Carinhosos e Seus Primos, no Brasil e em Portugal) é uma série de televisão animada por computação americana. A série estreou em 6 de novembro de 2015 na Netflix. Em Portugal, estreou em 2 de novembro de 2016, no Canal Panda.

## Elenco
- Olivia Hack como Lotsa Heart Elephant
- Doug Erholtz como Grumpy Bear
- Braeden Fox como Brave Heart Lion
- David Lodge como Tenderheart Bear
- Patty Mattson como Cheer Bear
- Stephanie Sheh como Share Bear
- Ryan Wiesbrock como Bright Heart Raccoon
- Michaela Dean como Wonderheart Bear
- Michael Sinterniklaas como Cozy Heart Penguin e Funshine Bear
- Nayo Wallace como Harmony Bear

## Episódios

### Resumo
| Temporada | Temporada | Episódios |                        |
| Temporada | Temporada | Episódios | Exibição original      |
| --------- | --------- | --------- | ---------------------- |
|           | 1         | 6         | 6 de novembro de 2015  |
|           | 2         | 6         | 5 de fevereiro de 2016 |

### 1.ª temporada (2015)
| # | # | Título             | Dirigido por | Escrito por        | Exibição original     |
| - | - | ------------------ | ------------ | ------------------ | --------------------- |
| 1 | 1 | "Take Heart"       | Andrew Young | Amy Keating Rogers | 6 de novembro de 2015 |
| 2 | 2 | "Return to Tender" | Andrew Young | Amy Keating Rogers | 6 de novembro de 2015 |
| 3 | 3 | "The Bright Stuff" | Andrew Young | Amy Keating Rogers | 6 de novembro de 2015 |
| 4 | 4 | "The Share Shack"  | Andrew Young | Dave Polsky        | 6 de novembro de 2015 |
| 5 | 5 | "Belly Badgered"   | Andrew Young | Dayla Kennedy      | 6 de novembro de 2015 |
| 6 | 6 | "Wonder's Heart"   | Andrew Young | Chara Campanella   | 6 de novembro de 2015 |

### 2.ª temporada (2016)
| #  | # | Título                  | Dirigido por | Escrito por                        | Exibição original      |
| -- | - | ----------------------- | ------------ | ---------------------------------- | ---------------------- |
| 7  | 1 | "BFFs"                  | Andrew Young | Guy Toubes                         | 5 de fevereiro de 2016 |
| 8  | 2 | "Wishing Well"          | Andrew Young | Jennifer Muro & Amy Keating Rogers | 5 de fevereiro de 2016 |
| 9  | 3 | "Awesomest Day Ever"    | Andrew Young | Dave Polsky                        | 5 de fevereiro de 2016 |
| 10 | 4 | "Share Air"             | Andrew Young | Guy Toubes                         | 5 de fevereiro de 2016 |
| 11 | 5 | "Nurture Is Her Nature" | Andrew Young | Dave Polsky                        | 5 de fevereiro de 2016 |
| 12 | 6 | "Beastly Bungalow"      | Andrew Young | Guy Toubes                         | 5 de fevereiro de 2016 |